# Rodrigo de Saavedra y Vinent
Rodrigo de Saavedra et Vinent, 2e marquis de Villalobar (1864-1926), est un diplomate espagnol dont l'action pendant la Première Guerre mondiale à Bruxelles est reconnue.

## Biographie
Rodrigo de Saavedra et Vinent est né à Madrid le 4 janvier 1864, fils de Ramiro de Saavedra et Cueto, marquis de Villalobar et petit-fils du troisième duc de Rivas. 
Il est né avec beaucoup de déformations physiques et profitera plus tard de ses voyages à la Belgique pour tenter de les résoudre en se faisant confectionner un arceau métallique que soutenait son corps et il lui tenait les bras et des jambes avec un système de prothèses articulées. En 1891 il a passé une courte période à Washington comme agrégé à la légation de l'Espagne. Il a participé comme délégué espagnol dans la Foire Colombina de Chicago en 1893. Il semble qu'il est à nouveau passé par Washington en 1895. En 1900 il a été délégué espagnol à l'Exposition Universelle de Paris, et en 1901 a été nommé secrétaire dans l'ambassade de l'Espagne à Paris. En 1904, il a été envoyé comme secrétaire à l'ambassade à Londres ; il est passé au rang de ministre conseiller. Il est resté à Londres jusqu'en 1909, après un bref passage par Madrid. En juillet il s'est intégré à la légation de l'Espagne à Washington, aussi bien en tant qu'envoyé extraordinaire que comme ministre plénipotentiaire où ce fut sa première destination comme chef de mission. 
En mars 1910, après seulement neuf mois à la tête de la représentation diplomatique de l'Espagne aux États-Unis, il a été nommé envoyé extraordinaire et ministre plénipotentiaire à la légation de l'Espagne à Lisbonne, où était sur le point d'éclater la révolution qui a destitué la monarchie de ce pays. 
En 1913 se rend à Bruxelles aussi bien en qualité d'envoyé extraordinaire que de ministre plénipotentiaire à la légation de l'Espagne. Il a passé toute la Première Guerre mondiale à Bruxelles. Au terme de celle-ci, Villalobar est nommé ambassadeur. Il a aussi été nommé citoyen d'honneur des principales villes belges : Bruxelles, Anvers, Bruges, Gand et Liège ; il a reçu beaucoup de distinctions et, surtout, d'innombrables marques d'affection de la part de la population belge. En 1921 il devient ambassadeur de carrière. Il est mort à la suite d'une péritonite, après une brève agonie le 9 juillet 1926, en étant toujours ambassadeur en Belgique. Le gouvernement belge lui a accordé une cérémonie funèbre d'état à Bruxelles avant qu'il soit inhumé à Madrid. 
Il s'est marié avec María de la Aurora Ozores y Saavedra, marquise de Guimarey et marquise veuve de Casa-Pavón. Elle était aussi petite-fille du duc de Rivas, éduquée sous des influences anglaises et allemandes. Elle est décédée en 1939. Ils ont eu un fils : Carlos de Saavedra y Ozores (1912-2004), 3e marquis de Villalobar y IX de Guimarey.

## Bruxelles

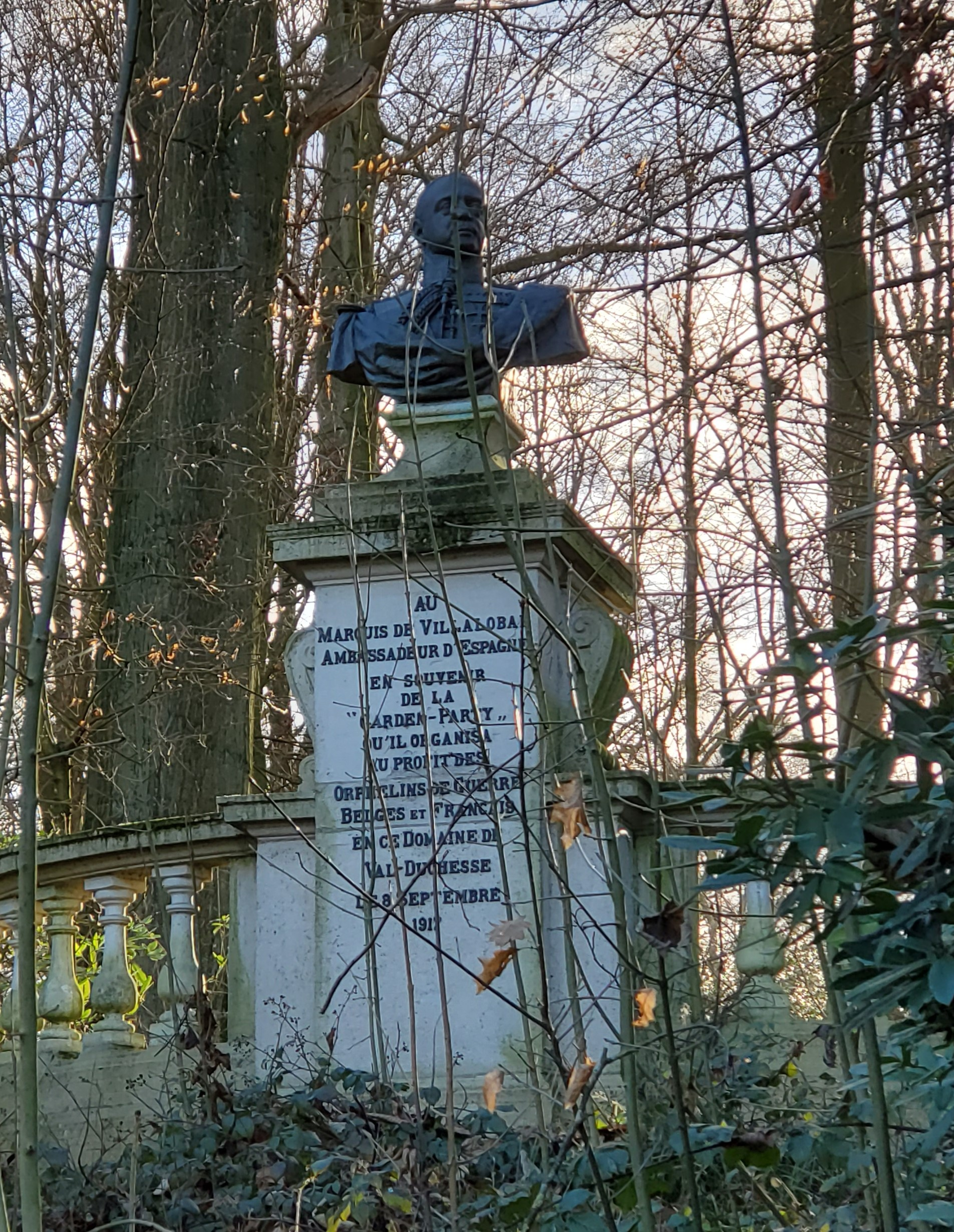
Buste du Marquis de Villalobar érigé en souvenir d'une garden-party organisée en faveur des orphelins de guerre belges et français au domaine de Val Duchesse le 8 septembre 1917.

Lorsque les troupes allemandes ont envahi la Belgique en 1914, en violant sa neutralité, tous les représentants diplomatiques ont décidé suivre au gouvernement belge en exil au Havre, en Normandie, hormis ceux de trois pays neutres : Espagne, États-Unis et Pays-Bas. Villalobar se lie bientôt d'amitié avec le ministre des États-Unis, Brand Whitlock. Ils ont réalisé ensemble un considérable labeur dans beaucoup de domaines, agissant comme des ministres “protecteurs” de la Belgique.  
Dès les premiers jours de l'invasion allemande, Villalobar s'est chargé des intérêts diplomatiques d'une impressionnante liste de puissances belligérantes. Il a collaboré avec les autorités municipales afin que Bruxelles ne fût pas bombardée. Il a réitéré cette prouesse quelques semaines plus tard en faveur d'Anvers, cette fois à la demande des autorités allemandes. Il a établi dès les premiers moments une relation durable avec le gouvernement allemand d'occupation, bien qu'en plusieurs occasions la tension parvenait à des niveaux proches de la rupture.